# Керол Ломбард
Джейн Еліс Пітерс (англ. Jane Alice Peters, 6 жовтня 1908 — 16 січня 1942), відома як Керол Ло́мбард (англ. Carole Lombard) — американська акторка, номінантка премії «Оскар». Удостоєна зірки на Голлівудській алеї слави.

## Біографія

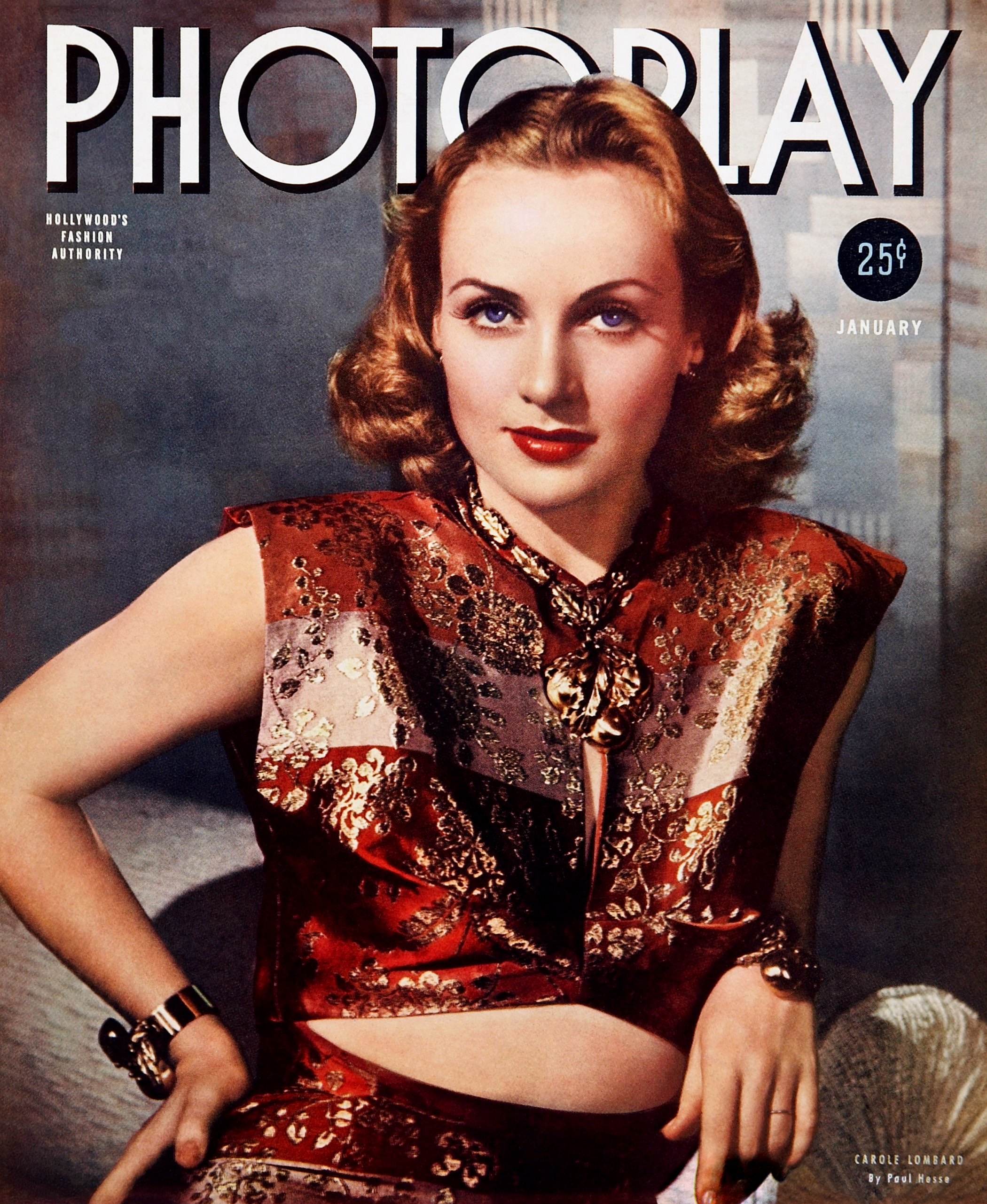
1940

Має німецьке коріння за батьком та англійське за матір'ю. 
Найвідомішими в кар'єрі Керол Ломбард є комедійні ролі в класичних голлівудських фільмах 1930-х, особливо роль Айрін Баллак у фільмі «Мій слуга Годфрі» в 1936 році, який і приніс номінацію на премію Американської кіноакадемії. Американський інститут кіномистецтва включив Керол Ломбард у список 100 найбільших зірок кіно під номером 23. За внесок в кіномистецтво Ломбард удостоєна зірки на Голлівудській алеї слави на Голлівуд-бульвар 6930.
З 1939 року була одружена з актором Кларком Гейблом.
У січні 1942 року Керол Ломбард брала участь в турі «Liberty bond» — зборі грошей на військові потреби за допомогою військових облігацій. Після вильоту з Лас-Вегаса пілот не зумів набрати достатню висоту, і літак Trans World Airlines врізався в гору Потосі. Всі присутні на борту 22 особи загинули. 
Керол Ломбард похована на цвинтарі Форест-Лон.

## Фільмографія
- 1925: Бен-Гур: історія Христа / Ben-Hur: A Tale of the Christ — рабиня
- 1926: Шлях до слави / The Road to Glory
- 1934: Двадцяте століття / Twentieth Century— Лілі Гарленд / Мілдред Плотка
- 1937: Нічого святого / Nothing Sacred — Гейзел Флегг
- 1941: Містер і місіс Сміт / Mr. & Mrs. Smith — Енні Краусгаймер Сміт
- 1942: Бути чи не бути / To Be Or Not To Be — Марія Тура